# Metal Gear Solid: Portable Ops
Metal Gear Solid: Portable Ops es un videojuego de sigilo dirigido por Masahiro Yamamoto, con Hideo Kojima, el creador de la serie, actuando como productor. Lo desarrolló y publicó Kojima Productions en 2006 para PlayStation Portable y ahora también se puede comprar a través de PS Store para PS Vita. Este título transcurre 6 años después de los eventos de la misión Snake Eater, y argumentalmente, el título nos cuenta cómo Big Boss deserta Fox y funda Fox Hound y adquiere los fondos necesarios para fundar Millitaires Sains Frontières o MSF.
Jugablemente el título ofrece la posibilidad de controlar a Big Boss comandando a un escuadrón de soldados, e incluso posibilita controlar a Eva, Major Zero, Para-Medic, Sigint, Sokolov y otros personajes de Snake Eater.

## Historia
En 1970, seis años después de los eventos de Snake Eater , el antiguo equipo de Naked Snake, la unidad FOX, rompió su alianza con la CIA y se volvió rebelde. Snake también es objetivo de la unidad FOX, que ha enviado soldados renegados de la unidad FOX para capturarlo. El juego comienza con la tortura y el interrogatorio de Snake por parte de uno de los miembros de FOX, el teniente Cunningham. El teniente Cunningham está tratando de localizar la mitad faltante del legado del filósofo, y el gobierno de los Estados Unidos ya había adquirido la otra mitad del legado de la Unión Soviética al concluir Snake Eater . Snake está encarcelado en una celda al lado de Roy Campbell, el único superviviente de un equipo de Boina Verde estadounidense enviado para investigar la base. Snake se entera a través de Roy de que se encuentran en la península de San Hieronymo (una transliteración rusa de "Península de San Jerónimo") o "La Península de los Muertos", el sitio de un silo de misiles soviético abandonado en Colombia.
Los dos escapan y Snake se dirige a una base de comunicaciones, donde intenta contactar a su antiguo comandante , Major Zero. En cambio, es recibido por sus viejos camaradas de FOX Para-Medic y Sigint, quienes revelan que Snake y Zero están siendo acusados de traición y que la única forma de que Snake sea exonerado de los cargos es encontrar y detener al líder de la rebelión. , Gene. Para complicar las cosas, Gene también ha convencido a la mayoría de los soldados soviéticos estacionados en la base de unirse a su lado simplemente asumiendo la cadena de mando perteneciente a una unidad soviética que estaba secretamente estacionada dentro del territorio colombiano. Para completar su misión, Snake debe persuadir a los soldados enemigos para que se unan a sus filas debido a la escala de su misión.
Snake y su escuadrón derrotan a los mejores miembros de la unidad FOX y finalmente se abren camino hacia la casa de huéspedes de Gene. Snake aprende muchas cosas en su camino. Cunningham trabajaba para el Pentágono y quería que Snake empujara a Gene a lanzar una bomba nuclear en la Unión Soviética para empañar la reputación de la CIA y prolongar la Guerra Fría. Gene estaba al tanto de este plan desde el principio debido a la información de Ocelot. Gene realmente quería lanzar una bomba nuclear en Estados Unidos para destruir a los Filósofos y hacer de su nación de soldados, el "paraíso del ejército". Snake destruye un modelo experimental del ICBMG (el modelo de Metal Gear) con nombre en código RAXA y finalmente derrota a Gene, destruyendo el modelo ICBMG terminado después. Después de que Gene es derrotado, le da a Snake los fondos, el equipo, el personal y toda otra información relacionada con "Army's Heaven".  A su regreso a casa, Snake es premiado por sus acciones, luego establece FOXHOUND . En otra parte, Ocelot mata al DCI (Director de Inteligencia Central) y toma documentos que contienen las identidades de los Filósofos en un esfuerzo por "acabar con ellos". 
En el epílogo posterior a los créditos, Ocelot habla con un hombre desconocido por teléfono, están planeando usar el Legado para cumplir con su propia agenda. Ocelot en realidad quería que los datos de la trayectoria de la bomba nuclear apuntasen a la DCI, con el fin de chantajear a la DCI para que le diera a Ocelot los documentos que contienen las verdaderas identidades de los Filósofos. Ocelot acepta unirse al proyecto de su nuevo empleador con la condición de que Snake / Big Boss también participe.

## Desarrollo
A finales de diciembre de 2005, Hideo Kojima anunció un "Completamente nuevo Metal Gear Solid" para PSP, que se alejaría de los Metal Gear Acid y Metal Gear Solid: Digital Graphic Novel. En el E3 2006, Konami anunció el título del juego, Metal Gear Solid: Portable Ops. Konami también declaró que el juego se ubicaría después de Metal Gear Solid 3: Snake Eater, pero antes del primer Metal Gear, siendo parte de la historia oficial de la saga, y que sería lanzado para antes de finales de 2006. En el E3 también se reveló que el juego se llevaría a cabo en 1970 y contaría con Big Boss como personaje principal.
A finales de agosto, Konami dio más detalles del juego. Declararon que el juego contaría con modo en línea y modo para un jugador, y que continuaría la historia oficial de Metal Gear, a diferencia de los anteriores juegos lanzados en PSP. También se explicó que Ashley Wood realizaría las escenas cómic del juego, y que este tendría una jugabilidad más parecida a los juegos de consola de sobremesa. A finales de noviembre de 2006, Ryan Payton dijo que Kojima Productions desarrolló un motor gráfico totalmente nuevo para el juego, basado en el de MGS3. También declaró que el juego usaría el CQC y la capacidad de usar a los enemigos como escudo. También confirmó que si el juego era un éxito, contaría con una secuela, la cual terminaría siendo Metal Gear Solid: Peace Walker. Aunque Hideo Kojima no dirigió el juego, se desempeñó como productor y supervisor de desarrollo. Masahiro Yamamoto dirigió y Mikumo Gakuto escribió el guion del juego.

## Trasfondo
Unos cuantos años después de los hechos ocurridos en Snake Eater, Naked Snake es ahora conocido como Big Boss.
Este es capturado por la unidad FOX a la que pertenecía anteriormente en la misión Snake Eater por traición a los EE. UU., pues no se había recuperado el Legado de los Filósofos en su totalidad. Durante la misión conoce a Roy Campbell, y se ven las intenciones de Big Boss de formar una nueva unidad llamada FOX HOUND. También conocerá a Frank Jaeger (Gray Fox y a otros de los personajes que conocemos en el Metal Gear Solid a través del Códec.
Adamska Shalashaska (Revolver Ocelot) entraría también en FOX HOUND después de negociar con Big Boss y acabar la misión.
Luego Big Boss, Major Zero, Revolver Ocelot, Eva, Sigint (Donald Anderson) y Para-Medic(Dra. Clark, encargada del proyecto Les Enfants Terribles y responsable de volver a Gray Fox un cyborg ninja) crearon a Los Patriots con el objetivo de cumplir el sueño que tuvo The Boss de unificar al mundo.
Los Patriots en el año 1972 crean el proyecto "Les Enfants Terribles", en la que extraen el material genético de Big Boss y nacen sus hijos clonados: Solid Snake, Liquid Snake y Solidus Snake. Estos hijos los da a luz EVA.
Luego, Big Boss deserta de Los Patriots, ya que notó que Zero no seguía los ideales de The Boss, y crea MSF (militaires sans frontieres) y posteriormente tras el argumento de MGS V la nación llamada Outer Heaven.